# Meiuste
Koordinaten: 58° 35′ N, 22° 35′ O
Meiuste ist ein Dorf (estnisch küla) auf der größten estnischen Insel Saaremaa. Es gehört zur Landgemeinde Saaremaa (bis 2017: Landgemeinde Leisi) im Kreis Saare.
Das Dorf hat 25 Einwohner (Stand 31. Dezember 2011). Es liegt am südwestlich Ufer der Parasmetsa-Bucht (Parasmetsa laht).